# کودتای ۱۹۷۶ آرژانتین
کودتای ۱۹۷۶ آرژانتین کودتایی بود که ایزابل پرون رئیس جمهور آرژانتین را در ۲۴ مارس ۱۹۷۶ سرنگون کرد. یک خونتای نظامی به سرکردگی سپهبد خورخه رافائل ویدلا، دریاسالار امیلیو ادواردو ماسه‌‏را و سرتیپ اورلاندو رامون آگوستی به جایگزینی او منصوب شدند. فرآیند سیاسی با نام رسمی فرآیند بازسازماندهی ملی از ۲۴ مارس ۱۹۷۶ شروع به کار کرد و خونتا، گرچه نه با اعضای اصلی خود، تا بازگشت روند دموکراتیک در ۱۰ دسامبر ۱۹۸۳ در قدرت باقیماند. این کودتا در چهارچوب عملیات کندور برنامه‌‏ریزی و عملیاتی شد، یک شبکه مخفی هماهنگی میان کشورهای آمریکای لاتین که توسط ایالات متحده، به عنوان قسمتی از دکترین امنیت ملی‏ آن کشور ، ترویج شده بود، تا به منظور حفظ نفوذ ایالات متحده در آمریکای لاتین در طی جنگ سرد دیکتاتورهایی را بر سر کار بیاورد.
برنامه‏‌ریزی برای کودتای نظامی از اکتبر ۱۹۷۵ شروع شده بود و دولت پرون دو ماه قبل از انجامش از این آماده‎‏‌سازی مطلع شده بود. هنری کسینجر پس از کودتا چندین بار با رهبران نیروهای مسلح آرژانتین ملاقات کرد و به آنها اصرار نمود تا قبل از اینکه فریادها راجع به حقوق بشر بلند شود مخالفینشان را نابود کنند.
با توجه به سرکوب سیستماتیک اقلیت اجتماعی، برخی از این دوره به عنوان «روند نسل‌‏کشی» یاد می‏‌کنند. آنها به احکام صادر شده برای عاملان جنایت علیه بشریت اشاره می‏‌کنند.